# La Voix du Nord
La Voix du Nord è un quotidiano francese fondato a Lilla nel 1941.

## Storia
La Voix du Nord nacque come foglio clandestino di un omonimo gruppo della Resistenza francese fondato nella Francia occupata dai tedeschi durante la seconda guerra mondiale. Il giornale apparve per la prima volta a Lilla nell'aprile del 1941, quando la regione del Nord-Pas-de-Calais era amministrata da un governo militare tedesco a Bruxelles. A fondare La Voix du Nord furono Jules Noutour, brigadiere di polizia, sindacalista e socialista membro della SFIO, e Natalis Dumez, socialista cattolico.
Dalle quattro pagine ciclostilate della prima edizione, il giornale passò rapidamente a sei e poi a dieci. A causa delle difficoltà di approvvigionamento della carta, la paginazione fu nuovamente ridotta a quattro pagine nel febbraio 1943. La tiratura, inizialmente bassa (900 copie), salì a 15.000 il 1º gennaio 1943. Anche la periodicità cambiò: da quindicinale fino al settembre 1942 a mensile dal 1943.
Gli ultimi due numeri furono prodotti nel luglio e nell'agosto 1944 sotto la responsabilità di Jules Houcke. Sotto la sua direzione uscì anche il numero 66 del 5 settembre 1944, il primo nella Lilla liberata dagli Alleati, titolato: "La Région du Nord est libre". 
Nei primi decenni, la testata dovette affrontare la forte concorrenza di un'altra testata emersa dalla Resistenza, Liberté, uno dei tanti giornali locali comunisti che facevano parte dell'Union française de l'information, che cessò le pubblicazioni come quotidiano nel 1992, nonché dei quotidiani Nord Matin e Nord Éclair, vicini rispettivamente ai socialisti e ai democristiani del MRP.
La versione postbellica del giornale fa parte del gruppo belga Rossel, che possiede anche il principale quotidiano belga Le Soir, acquistato da Socpresse nel 2006.